# Parc Grammont (Rouen)
Pour les articles homonymes, voir Parc Grammont et Grammont.
Le parc Grammont est un parc urbain situé à Rouen dans le quartier Grammont, sur l'emplacement des anciens abattoirs de la ville; sa création s'inscrit dans le cadre du grand projet de ville (GPV) de Rouen.

## Le parc
Le parc Grammont conçu par la paysagiste Jacqueline Osty a été inauguré le 15 octobre 2005.
C’est le deuxième parc de la ville de Rouen par sa superficie (25 000 m2)  après le jardin des plantes (85 000 m2) .
Il est structuré par de grands axes rectilignes et se compose de :
- cinq aires de jeu thématiques,
- trois grandes pelouses accessibles au public,
- un bassin orné de plantes aquatiques,
- un belvédère.

## Histoire du site

### Le prieuré de Grandmont
Au XIIe siècle, le site appartient au Parc Royal de Rouen .
En 1156, Henri II Plantagenêt, roi d'Angleterre et duc de Normandie, fait don d'une partie du Parc Royal aux religieux de l'ordre de Grandmont pour qu'ils y fondent un prieuré.
Les moines grandmontains construisent un monastère qui perdure, malgré plusieurs destructions et reconstructions, jusqu'en 1772, date à laquelle l'ordre de Grandmont est dissous.
Les bâtiments sont alors vendus, puis ils deviennent bien national lors de la Révolution et sont morcelés et détruits au fil du temps.
Il ne subsiste aujourd'hui du monastère que la chapelle de Grammont, construite entre 1180 et 1189, qui jouxte l'entrée sud du parc Grammont.

### Les abattoirs
En 1933-1934 sont construits sur le site les « nouveaux » abattoirs de la ville de Rouen. Ils viennent s'implanter au sud du marché aux bestiaux construit entre 1885 et 1889 à l'emplacement de l'actuelle clinique Mathilde.
Les « anciens » abattoirs, construits un siècle plus tôt en 1833, se situaient à quelques centaines de mètres de là, à l'emplacement aujourd'hui occupé par le groupe scolaire Honoré-de-Balzac (commune de Sotteville-lès-Rouen).
Les « nouveaux » abattoirs sont fermés en 1998 après 64 ans d'exploitation et démolis en 1999. Il n'en subsiste aujourd'hui que l'entrée qui a été conservée comme accès nord du parc Grammont.

### Le grand projet de ville
La création du parc Grammont s'inscrit dans le cadre du grand projet de ville (GPV) de Rouen.
La Convention partenariale pour la mise en œuvre du projet de rénovation urbaine, pour la période 2004-2008, mentionne que :
"la stratégie d'investissement à mettre en œuvre dans le cadre du GPV cumule sur ce petit quartier trois axes :
- le désenclavement viaire du site (…)
- l'apport de grands équipements dont le rayonnement dépassera largement le quartier : la clinique Mathilde, la médiathèque et à un degré moindre le parc de Grammont et la mise en valeur de l'église Notre-Dame du Parc.
- un profond renouvellement urbain (…)"
Le parc Grammont est aménagé et ouvert au public en 2005.

## Accès
Les entrées du parc se situent de part et d'autre du Pôle culturel Grammont situé au 42 de la rue Henri-II-Plantagenêt .
Le parc est desservi par la ligne de bus F3, arrêt Simone de Beauvoir.
Le parc est bordé au nord par un parc de stationnement public et gratuit.